# دهستان چنار
دهستان چنار، یکی از دهستان‌های بخش کبگیان شهرستان بویراحمد در استان کهگیلویه و بویراحمد ایران است.

## جمعیت
براساس سرشماری عمومی نفوس و مسکن در سال ۱۳۹۵، جمعیت دهستان چنار برابر با ۱،۷۶۱ نفر بوده‌است.